# 35093 Akicity
35093 Akicity este un asteroid din centura principală de asteroizi.

## Descriere
35093 Akicity este un asteroid din centura principală de asteroizi. A fost descoperit pe 14 martie 1991 la Geisei de Tsutomu Seki. Asteroidul prezintă o orbită caracterizată de o semiaxă mare de 3,17 ua, o excentricitate de 0,10 și o înclinație de 6,3° în raport cu ecliptica.